# Henri Bonnéfoy
Henri Edmond Bonnéfoy (* 17. Oktober 1887 in Le Tremblois; † 9. August 1914 in Cernay) war ein französischer Sportschütze.

## Erfolge
Henri Bonnéfoy nahm an den Olympischen Spielen 1908 in London in zwei Disziplinen mit dem Kleinkalibergewehr im liegenden Anschlag teil. Das Einzel beendete er auf dem 19. Platz, während er im Mannschaftswettbewerb die Bronzemedaille sicherte. Gemeinsam mit André Regaud, Paul Colas und Léon Lécuyer erzielte er 710 Punkte und wurde damit hinter Großbritannien und Schweden Dritter.
Bonnéfoy leitete eine Schützenschule in Châlons. 1906 trat er dem Militär bei und war ab 1908 Offizier. Zwei Jahre später erfolgte die Beförderung zum Leutnant. Während des Ersten Weltkrieges diente er im 133. Regiment, das ab August 1914 mobilisiert wurde. Bereits wenige Tage später fiel Bonnéfoy im Elsass.